# جان برامهال (بازیکن فوتبال)
جان برامهال (انگلیسی: John Bramhall؛ زادهٔ ۲۰ نوامبر ۱۹۵۶) بازیکن فوتبال اهل بریتانیا است.
از باشگاه‌هایی که در آن بازی کرده‌است می‌توان به باشگاه فوتبال ترانمره راورز، باشگاه فوتبال اسکانتورپ یونایتد، باشگاه فوتبال بری، باشگاه فوتبال هاید، و باشگاه فوتبال روچدیل اشاره کرد.